# Hrastje pri Mirni Peči
Hrastje pri Mirni Peči je naselje v Občini Mirna Peč. 
Naselje leži ob avtocesti Ljubljana - Novo mesto.